# となりの子育て
『となりの子育て』（となりのこそだて）は、NHK教育テレビジョンで2009年4月4日から2011年3月26日まで放送されたテレビ番組である。『土よう親じかん』（2008年4月5日 - 2009年3月14日）もこの項で扱う。

## 概要
小学生の子供を持つ親の子育てを支援する番組である。2008年4月、『土よう親じかん』として放送開始した。2009年4月、再放送の時間変更に伴い『となりの子育て』に改題した。月1回程度、著名人の親の子育てをインタビュー形式で紹介する「育てた人にきいてみる」を放送した。

## 基礎情報
| 番組名         | 初回放送時間      | 再放送時間        | 司会者 | 司会者 | ナレーション |
| -------------- | ----------------- | ----------------- | ------ | ------ | ------------ |
| 土よう親じかん | 土曜日21:30-22:00 | 土曜日14:30-15:00 | 藤井隆 | 高野優 | 前島貴志     |
| となりの子育て | 土曜日21:30-22:00 | 金曜日11:00-11:30 | 藤井隆 | 高野優 | 西脇保       |

## 放送リスト（通常回）
| 土よう親じかん | 土よう親じかん                                 | 土よう親じかん           | 土よう親じかん     |
| 放送日         | サブタイトル                                   | ゲスト                   | ゲスト             |
| -------------- | ---------------------------------------------- | ------------------------ | ------------------ |
| 2008年4月5日   | 親の知らない子どものケータイ                   | 野間俊彦                 | 林丹丹             |
| 2008年4月12日  | 気になる?子どもの友だち                        | パパイヤ鈴木             | 岡崎勝             |
| 2008年4月19日  | 私ってモンスターペアレント?                    | 藤崎育子                 | 山本シュウ         |
| 2008年5月3日   | どうする?子どもの野菜嫌い                      | 西川圭子                 | コウケンテツ       |
| 2008年5月10日  | 塾とのつきあい方                               | 樋田大二郎               | 初音ひさみ         |
| 2008年5月17日  | クラスメートは“発達障害”                       | 玉井邦夫                 | 明石洋子           |
| 2008年5月24日  | 安全なママチャリ大論争                         | 吉本多香美               | 大熊政明           |
| 2008年6月7日   | 運動ができなくてもいい?                        | 香瑠鼓                   | 武田千恵子         |
| 2008年6月14日  | ゲームとどうつきあう?                          | サイトウアキヒロ         | レッド吉田         |
| 2008年7月5日   | どう守る?子どもの安全                          | 佐伯幸子                 | 渡辺正行           |
| 2008年7月12日  | 本好きの子どもにしたいけど…                    | 増田喜昭                 | 渋谷飛鳥           |
| 2008年7月19日  | 夏休み 海へ行こう!                             | さかなクン               | 井坂啓美           |
| 2008年8月2日   | スペシャル 親のバカぢから                      | ＜朗読＞池田昌子         | ＜朗読＞池田昌子   |
| 2008年9月13日  | どう向き合う?子どものアレルギー                | 竹内喜恵                 | 今井孝成           |
| 2008年9月20日  | 手をあげず 子どもと向きあいたい                | 堀ちえみ                 | 長谷川博一         |
| 2008年10月4日  | どうする?わが家の子ども部屋                    | 四十万靖                 | 石黒彩             |
| 2008年10月11日 | 子どもの本音“こんな服が着たい”                 | 桐島かれん               | 堀田瑞枝           |
| 2008年10月25日 | 秋のスペシャル “子育ての鉄則!”それってホント?  | 角田信朗                 | レッド吉田         |
| 2008年10月25日 | 秋のスペシャル “子育ての鉄則!”それってホント?  | 三田寛子                 | 室井佑月           |
| 2008年11月8日  | なにがイヤ?PTA                                 | 小田桐誠                 | 高見恭子           |
| 2008年11月15日 | ここがチェックポイント!子どもの恋愛            | 北澤豪                   | 家坂清子           |
| 2008年11月22日 | こんなにたくさん?子どもの習い事                | 斉藤慶子                 | 杉山由美子         |
| 2008年11月29日 | “宿題”子どもをやる気にさせるワザ               | 松本伊代                 | 岡崎勝             |
| 2008年12月13日 | どうしてる?おこづかい                          | 北斗晶                   | 岩下桂子           |
| 2009年1月17日  | 大地震!親子で決めておきたい“約束”              | 国崎信江                 | 堀ちえみ           |
| 2009年1月24日  | どう考える?中学受験                            | 岡田圭右                 | 森上展安           |
| 2009年2月7日   | “学校に行きたくない”と言われたら?              | 渡辺美奈代               | 藤崎育子           |
| 2009年2月14日  | 放課後 子どもをどこに預ける? ～働くママのSOS～ | 奥山佳恵                 | 糸藤友子           |
| 2009年3月7日   | “考える力”を伸ばす オススメ家庭学習            | 深谷圭助                 | 北斗晶             |
| 2009年3月14日  | “もっと知りたい!”にこたえます                  | （総集編）               | （総集編）         |
| となりの子育て |                                                |                          |                    |
| 放送日         | サブタイトル                                   | ゲスト                   | ゲスト             |
| 2009年4月4日   | 大丈夫?子どもの“ケータイ”                      | 原日出子                 | 加納寛子           |
| 2009年4月11日  | “ママ友”はいますか?                            | 松居直美                 | 猪熊弘子           |
| 2009年4月18日  | 助けて～!子どものお片づけ                      | 田中律子                 | 中山真由美         |
| 2009年5月9日   | 困った!!子どもの“欲しい”                       | 室井佑月                 | サイトウ・アキヒロ |
| 2009年5月16日  | 子どもに“やせたい”と言われたら?                | はなわ                   | 生野照子           |
| 2009年5月23日  | 料理する子はグングン伸びる!                    | 羽野晶紀                 | 坂本廣子           |
| 2009年6月6日   | “理科”の面白さを伝えたい!                      | 斉藤慶子                 | 左巻健男           |
| 2009年6月13日  | 育てよう!子どもが人前で話す力                  | 樋口裕一                 | 山崎邦正           |
| 2009年6月20日  | これでバッチリ!?子どものお手伝い               | 宮迫博之                 | 辰巳渚             |
| 2009年7月4日   | もう1度挑戦!早寝早起き                         | 松本伊代                 | 梶村尚史           |
| 2009年7月11日  | “早くしなさい!”にサヨウナラ                    | 三田寛子                 | 石隈利紀           |
| 2009年7月18日  | 再発見!“ご近所”夏休み                          | 北澤伸之                 | レッド吉田         |
| 2009年8月1日   | 夏スペシャル どうすればいいの?子どもの“苦手”   | 北斗晶                   | 佐藤弘道           |
| 2009年8月1日   | 夏スペシャル どうすればいいの?子どもの“苦手”   | はなわ                   | パパイヤ鈴木       |
| 2009年8月22日  | 夫を子育てに巻き込むには!?                     | 奥山佳恵                 | 安藤哲也           |
| 2009年9月5日   | めざせ!自転車“安全”デビュー                    | 渡辺正行                 | 谷田貝一男         |
| 2009年9月12日  | どこまで踏み込む!?プライバシー                 | 兵藤ゆき                 | 村本邦子           |
| 2009年9月19日  | どう向き合う!?反抗期                           | 原日出子                 | 田村節子           |
| 2009年10月3日  | どこまで関わる!?スポーツ活動                   | 大東めぐみ               | 岡田朝彦           |
| 2009年10月10日 | どう考える?友だち付き合い                      | 芳本美代子               | 親野智可等         |
| 2009年10月17日 | 魚嫌い 克服大作戦!                             | 西村知美                 | 生田與克           |
| 2009年11月7日  | 知りたいっ!子どものオシャレ心                  | 前田典子                 | 中野香織           |
| 2009年11月14日 | なってみたい?叱れる親                          | 博多華丸                 | 楠瀬誠志郎         |
| 2009年11月21日 | 野菜と一緒に子どもも育つ                       | 石黒彩                   | 竹村久生           |
| 2009年12月12日 | 年末年始!子どものマナー再点検                  | 高見恭子                 | 尾塚理恵子         |
| 2010年1月9日   | 教えてますか?お金のこと                        | 林家たい平               | あんびるえつこ     |
| 2010年1月16日  | 大丈夫?子どもの留守番                          | 佐伯幸子                 | 千秋               |
| 2010年1月23日  | お父さん!尊敬されてますか?                     | 汐見稔幸                 | 佐藤正宏           |
| 2010年2月6日   | 親子で探検!ネットの世界                        | 中村伊知哉               | 俵万智             |
| 2010年2月13日  | ママ、リフレッシュ!自分時間のススメ            | 明橋大二                 | 穴井夕子           |
| 2010年3月6日   | 弁当力で子どもを伸ばそう!                      | 佐藤剛史                 | 香坂みゆき         |
| 2010年3月13日  | 勉強好きになる!?家庭学習法                     | 水道橋博士               | 吉本笑子           |
| 2010年3月20日  | めざせ!“姿勢優良児”                            | 室井佑月                 | 碓田拓磨           |
| 2010年4月3日   | 知ってますか?先生のコト                        | 今関和子                 | 堀ちえみ           |
| 2010年4月10日  | 知りたい!子どものノート術                      | 勝俣州和                 | 美崎栄一郎         |
| 2010年4月17日  | さらば!忘れ物 大作戦                           | 親野智可等               | 奥山佳恵           |
| 2010年5月8日   | どっちが本当!?家の顔・外の顔                   | たむらけんじ             | 田村節子           |
| 2010年5月15日  | 子どものやる気をスイッチON!                    | 菅野純                   | 大東めぐみ         |
| 2010年5月22日  | どう見守る?カラダの成長                        | レッド吉田               | 家坂清子           |
| 2010年6月5日   | 知ってる!?ペットの“子育てパワー”               | 渡辺正行                 | 横山章光           |
| 2010年6月12日  | どうしてますか?思い出の品                      | 早見優                   | 原坂一郎           |
| 2010年6月19日  | 本好きになる!親子読書術                        | 荻野目洋子               | 秋田喜代美         |
| 2010年7月10日  | 伝統の“道”で子どもに力を!                      | 田村亮                   | 北野宗道           |
| 2010年7月17日  | 仕事に生かせ!ママの強み                        | 堀ちえみ                 | 上田晶美           |
| 2010年7月24日  | 知っておきたい!夏の安全対策                    | 田中律子                 | 横矢真理           |
| 2010年8月7日   | はたらく!夏休み                                | 嶋大輔                   | 中澤興起           |
| 2010年9月4日   | わが子のそばでいじめがあったら                 | 阪根健二                 | 北斗晶             |
| 2010年9月11日  | パパママ体力アップ大作戦                       | 土田晃之                 | 湯浅景元           |
| 2010年9月18日  | ギャップ解消 子育てvs孫育て                    | 棒田明子                 | 穴井夕子           |
| 2010年10月2日  | どう使う?どう貯める?教育費                     | 畠中雅子                 | 香田晋             |
| 2010年10月9日  | お菓子とどうつきあう?                          | 濱田マリ                 | 村上祥子           |
| 2010年10月16日 | 意欲アップ!勉強環境改善術                      | 芳本美代子               | 上野緑子           |
| 2010年10月30日 | 秋スペシャル きいてよ!わが家の“子育て川柳”     | 尾川智子父母             | 水野直己父母       |
| 2010年10月30日 | 秋スペシャル きいてよ!わが家の“子育て川柳”     | 上野雅恵・順恵・巴恵父母 |                    |
| 2010年11月13日 | 何をやるの?小学校英語                          | 荻野目洋子               | 佐藤久美子         |
| 2010年11月20日 | どうしてわが子をかわいがれないの?              | 田村節子                 | 高見恭子           |
| 2010年12月11日 | 大掃除 子どもが伸びる大チャンス!               | 土田登志子               | 奥山佳恵           |
| 2011年1月8日   | 大丈夫!?中1ギャップ                            | 斉藤慶子                 | 神村栄一           |
| 2011年1月15日  | 子どもに手をかけすぎていませんか?              | 伊藤かずえ               | 品田知美           |
| 2011年1月22日  | 徹底解剖!子どものうそ                          | 菅野純                   | 香坂みゆき         |
| 2011年2月5日   | これでサヨナラ!!三日坊主                       | はなわ                   | 向後千春           |
| 2011年2月12日  | “子どもの自信”を考えてみる                     | 穴井夕子                 | 星一郎             |
| 2011年3月5日   | いじめ 子どもの命と心を守る                    | 内藤大助                 | 山脇由貴子         |
| 2011年3月19日  | 育もう!子どもの夢                              | 辻口博啓                 | 菅原裕子           |

## 育てた人にきいてみる
- インタビュアー：平田オリザ、浅野温子
- ナレーション：パパイヤ鈴木

| 放送リスト     | 放送リスト                                  |
| 放送日         | サブタイトル                                |
| -------------- | ------------------------------------------- |
| 2008年4月26日  | 書道家 武田双雲の父母                       |
| 2008年5月31日  | 雅楽師 東儀秀樹の母                         |
| 2008年6月21日  | 宇宙飛行士 山崎直子の父母                   |
| 2008年7月26日  | 将棋棋士 渡辺明の父母                       |
| 2008年8月30日  | テノール歌手 秋川雅史の父母                 |
| 2008年9月27日  | モデル・リポーター 知花くららの父           |
| 2008年10月18日 | 登山家 野口健の父                           |
| 2008年12月20日 | 手品師 マギー審司の父母                     |
| 2009年1月31日  | ソフトボール選手 上野由岐子の父母           |
| 2009年2月21日  | 腹話術師 いっこく堂の父母                   |
| 2009年4月25日  | 料理研究家 コウケンテツの母                 |
| 2009年5月30日  | お笑い芸人 中山功太の母                     |
| 2009年6月26日  | 津軽三味線奏者 吉田兄弟の父母               |
| 2009年7月25日  | バイオリニスト 宮本笑里の父                 |
| 2009年9月26日  | 落語家 林家たい平の父母                     |
| 2009年10月24日 | 柔道家 上野三姉妹の父母                     |
| 2009年12月26日 | チョコレート世界チャンピオン 水野直己の父母 |
| 2010年1月30日  | フリークライマー 尾川智子の父母             |
| 2010年2月20日  | 指揮者 西本智実の母                         |
| 2010年3月27日  | 元プロマラソンランナー 有森裕子の母         |
| 2010年4月24日  | プロサッカー選手 中村憲剛の父母             |
| 2010年5月29日  | 歌舞伎俳優 市川春猿の父母                   |
| 2010年6月26日  | タレント はなわの父母                       |
| 2010年7月31日  | ヨーヨー&縄跳び世界一 鈴木兄妹の父母        |
| 2010年8月21日  | ダンサー・振付家 近藤良平の父母             |
| 2010年10月23日 | レーシングドライバー 神子島みかの父         |
| 2010年11月27日 | プロ車いすアスリート 廣道純の父母           |
| 2010年12月25日 | 活弁士 山崎バニラの父母                     |
| 2011年2月19日  | マジックJr.世界一 原大樹の父母              |
| 2011年3月26日  | 子どもを伸ばす!親力                         |

## 関連番組
- すくすく子育て
- ウワサの保護者会
- 親と子のTVスクール